# MLB 06: The Show
Az MLB 06: The Show baseball-videójáték, az MLB: The Show sorozat első tagja, melyet az SCE San Diego Studio fejlesztett és a Sony Computer Entertainment jelentetett meg. A játék 2006. február 28-án jelent meg Észak-Amerikában, PlayStation 2 és PlayStation Portable platformokra.
A játék a 989 Studios MLB sorozatának utódja.

## Marketing
A játék marketingje elsősorban egy széleskörű televíziós reklámkampányból állt, melyben humoros bejátszásokban MLB-játékosok és színészek szerepelnek. A játék borítóján David Ortiz Boston Red Sox-kijelölt ütő szerepel. Ortiz, Don Zimmer és Dave Campbell is szerepelt a játékot népszerűsítő televíziós bejátszásokban.

## Játékmenet

### Játékoskeretek
A játékban nem szerepelnek azon MLB-játékosok, akik nem tagjai az Major League Baseball Players Associationnek. Az ilyen játékosokat rájuk nagyban hasonló kitalált baseballozókkal váltották fel; példának okáért Barry Bonds helyét „Reggie Stocker” vette át, akinek neve szójáték Bonds neve körül.

### Játékmódok

#### The Show mód
Az MLB 06: The Showban helyet kapott egy „The Show” névre keresztelt karriermód, a játék egyik egyedi funkciója.
Ebben a módban a játékosok egy egyedi baseballozót hozhatnak létre, a cél bejutni egy Major League-csapat keretébe. A játékban hivatalosan licencelt Double-A és Triple-A alsóbb ligás csapatok is szerepelnek. A játékos a draft után egy Double-A-csapatban kezdi meg a profi pályafutását, onnan kell felküzdenie magát a Major League-be.
A játékmód egyik egyedi aspektusa, hogy a játékos kizárólag a saját szereplőjét irányíthatja, nem pedig a teljes csapatot. Például ha a játékos szereplője nem dobó vagy elkapó, akkor a játék szimulálja a csapata dobójátékát.

#### Szezonmód
Az MLB 06: The Showban egy szezonmód is helyet kapott, melyben a játékosok egy teljes, 162 mérkőzésből álló szezonon, majd a rájátszáson keresztül vezérelheti a csapatát. A játékosok a harminc MLB-gárda közül választhatnak csapatot, és lehetőségük van a csapatkeret megváltoztatására, a játékosfigyelők jelentéseinek kiértékelésére, illetve a statisztikák és a ponttáblázat megtekintésére. Ebben a módban a „The Show” móddal ellentétben a csapat összes tagját a játékos irányítja a mérkőzések során.

#### Franchisemód
Az MLB 06: The Showban egy franchisemód is szerepel, mely azon felül, hogy több 162 mérkőzéses szezonból áll, a játékos vezényli a csapata minden részét, így például az edzők felvételét és az árak meghatározását. A játékosok szabadúszó baseballozókat igazolhatnak le, foglalkozhatnak a játékosszerződésekkel, illetve teljesíthetik a csapatonként egyedi franchisecélokat. Ebben a módban a szezonmódhoz hasonlóan a játékos irányítja az összes játékost a mérkőzések során.

#### Hazafutásverseny
A játékban különálló módként szerepel a hazafutásverseny is, amely évente az MLB All-Star játék előtti estén megrendezésre kerülő rendezvényen alapul. A játékosok bármely mezőnyjátékost irányíthatják a 2–10 résztvevőt bármely MLB-csapatból kiválaszthatják. Ezek mellett a stadiont és a napszakot is megadhatják.

#### King of the Diamond
A „King of the Diamond” játéktermi stílusú gyorstempójú minijáték, melyben a játékrészek időhez kötöttek és különböző feladatokért pontokat lehet szerezni. A játékos két csapat közül választhat, melyek egy-egy dobó- és ütőjátékosból állnak, akiket szintén a játékos választhat ki bármelyik MLB-csapat keretéből.

## Fogadtatás
| Összegzőoldal | Értékelés | Értékelés |
| Összegzőoldal | PS2       | PSP       |
| ------------- | --------- | --------- |
| Metacritic    | 83/100    | 83/100    |

| Szerző         | Értékelés | Értékelés |
| Szerző         | PS2       | PSP       |
| -------------- | --------- | --------- |
| AllGame        | [ 4 ]     | [ 5 ]     |
| EGM            | 5,5/10    | N/A       |
| Game Informer  | 7,5/10    | 7/10      |
| GamePro        | [ 9 ]     | N/A       |
| GameRevolution | B         | B         |
| GameSpot       | 9/10      | 8,6/10    |
| GameSpy        | [ 14 ]    | [ 15 ]    |
| GameZone       | 8,5/10    | 8,5/10    |
| IGN            | 8/10      | 8,3/10    |
| OPM (US)       | [ 20 ]    | [ 21 ]    |

A játék kedvező kritikai fogadtatásban részesült a Metacritic kritikaösszegző weboldal adatai szerint.
A játék elnyerte az IGN 2006-os év PlayStation Portable-sportjátéka díját.

## Fordítás
- Ez a szócikk részben vagy egészben  a   MLB 06: The Show című angol Wikipédia-szócikk ezen változatának fordításán alapul.  Az eredeti cikk szerkesztőit annak laptörténete sorolja fel. Ez a jelzés csupán a megfogalmazás eredetét és a szerzői jogokat jelzi, nem szolgál a cikkben szereplő információk forrásmegjelöléseként.